# Constitution du Vermont

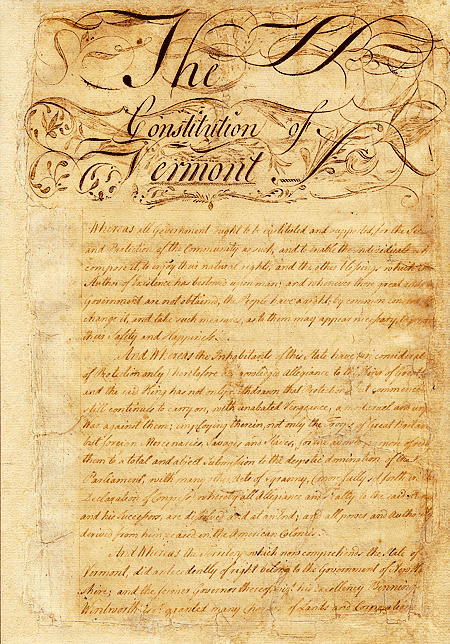
Le manuscrit d'origine de la Constitution du Vermont de 1777

La Constitution du Vermont  est le texte fondamental de loi de l'État américain du Vermont. C'est la première constitution écrite pour un État en Amérique du Nord. Cette constitution a été adoptée en 1793 à la suite de l'admission du Vermont à l'Union de 1791. Le texte est largement basé sur la Constitution du Vermont qui a été ratifiée en 1777 lors de la création de la république indépendante. Cette constitution a été amendée depuis à quelques reprises. 

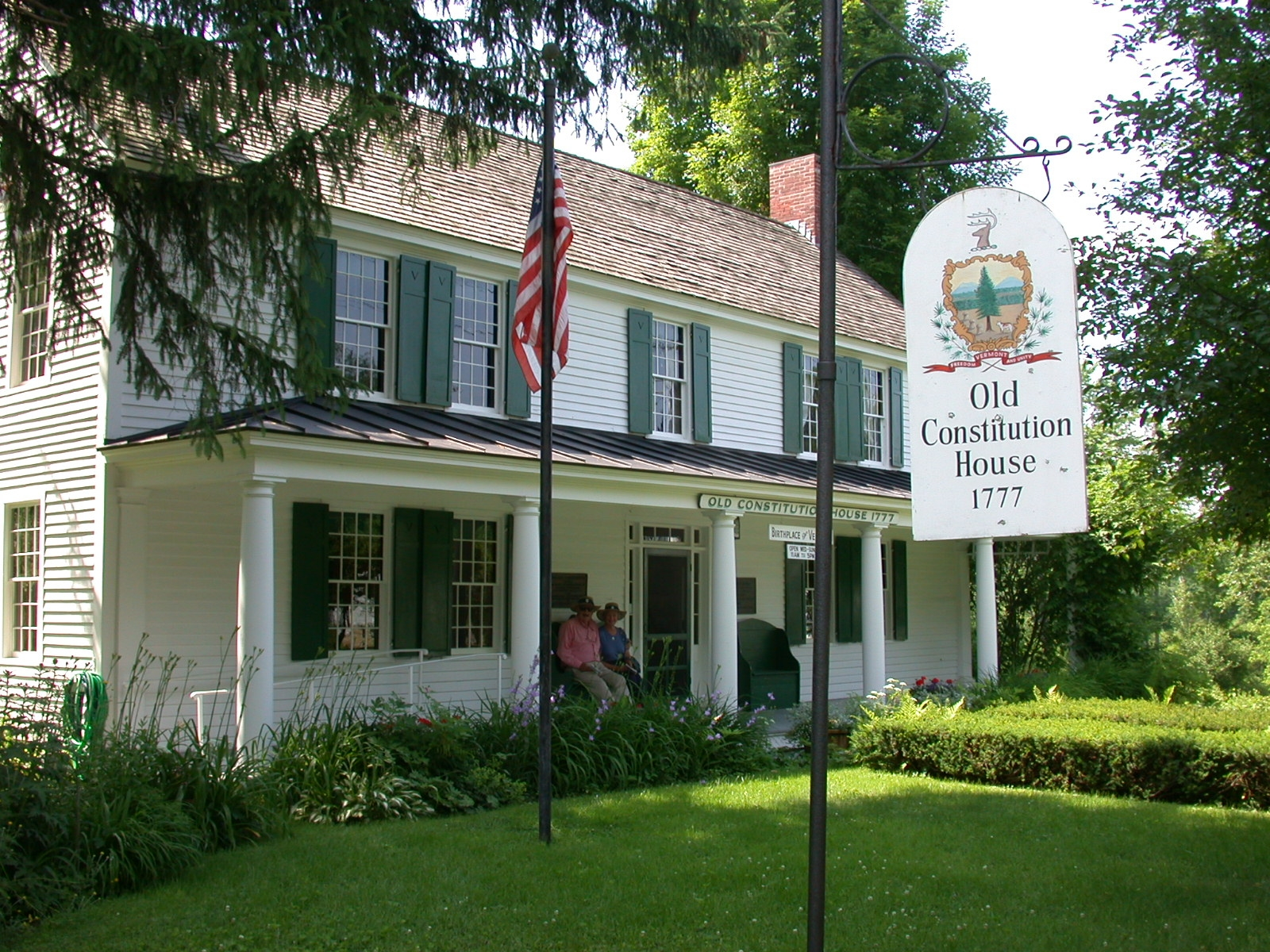
La Old Constitution House à Windsor (dans le Vermont) où la Constitution du Vermont fut signée en 1777

## Texte de la Constitution
Le texte contient 8 295 mots : c'est le texte constitutionnel le plus court de tous les États américains.
Le premier chapitre est une Déclaration de droits des résidents de l'État du Vermont. Cette partie du texte a été rédigée en 1777. Cette partie est suivie par un «plan ou un cadre de gouvernement» décrivant la structure de gouvernance où est établie la séparation des pouvoirs répartis entre les trois branches égales : pouvoir exécutif, pouvoir législatif et pouvoir judiciaire. Plus loin dans le texte, on garantit les libertés personnelles et les droits individuels.
Il s'agit du premier texte constitutionnel américain qui interdit l'esclavage et promulgue le suffrage universel garanti indépendamment de la propriété.

## Amendements à la Constitution
L'Assemblée générale du Vermont a le pouvoir exclusif de proposer des amendements à la Constitution du Vermont. Un amendement doit provenir du Sénat du Vermont, où il doit recevoir un vote par deux tiers des voix. Après le passage au Sénat, il doit également recevoir un vote majoritaire à la Chambre des représentants du Vermont. Tout amendement qui passe les deux Chambres doit ensuite être approuvé lors d'un référendum par une majorité des électeurs du Vermont.